# Morsam
Morsam (persiska: مرسم) är en ort i Iran.   Den ligger i provinsen Mazandaran, i den norra delen av landet, 190 km nordost om huvudstaden Teheran. Morsam ligger 301 meter över havet och antalet invånare är 125.
Terrängen runt Morsam är kuperad. Runt Morsam är det ganska tätbefolkat, med 111 invånare per kvadratkilometer. Närmaste större samhälle är Sari, 19,2 km väster om Morsam. I omgivningarna runt Morsam växer i huvudsak blandskog.